# 智慧住宅
智慧住宅，乃是將各種家庭自動化設備，利用網路系統之連結，使其發揮整體性高效率之服務功能，以確保居家之安全、居住環境之健康及生活之便利，並提供舒適之生活品質，創造人性化之居住環境。
住宅類建築是以居住用途為目的，提供安全便利、健康舒適的居家環境為訴求，以滿足現代生活需求為導向，因此應用科技產業發展的技術，建構因應生活需求的智慧化住宅為現階段住宅建設的必然趨勢。住宅智慧化主要在建構住宅必須提供之生活功能，如安全防災、健康照護、便利舒適、及賴以永續發展之節能減碳功能。而建構這些功能，則須仰賴各種資通信與新服務技術，透過基礎設施平台，進行整合及妥善管理維運，方能發揮具體功效，以提昇居住空間品質，達成住宅智慧化之目的。
智慧住宅的定義，隨著不同年代、使用者需求、研究主題或是產業產品特性的不同，其定義也各有不同背景與意涵，近年來隨著普及運算（Ubiquitous Computing）時代的來臨，電子以及資通訊產業與生活空間整合的智慧化居住空間平台逐漸受到資通訊產業以及建築產業的重視。並列四大智慧新興產業的雲端運算產業的投入，更加速了住宅智慧化服務技術的發展，智慧住宅、智慧辦公空間以及智慧城市等議題，成為產業與學術研究的重點發展方向。